# Lars Porsena

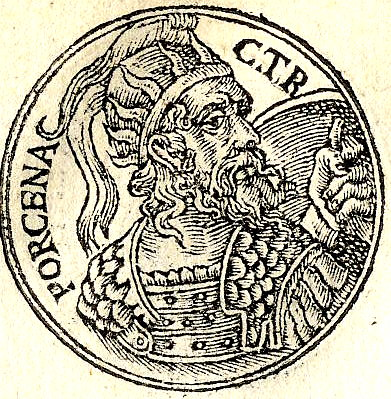
Lars Porsena.

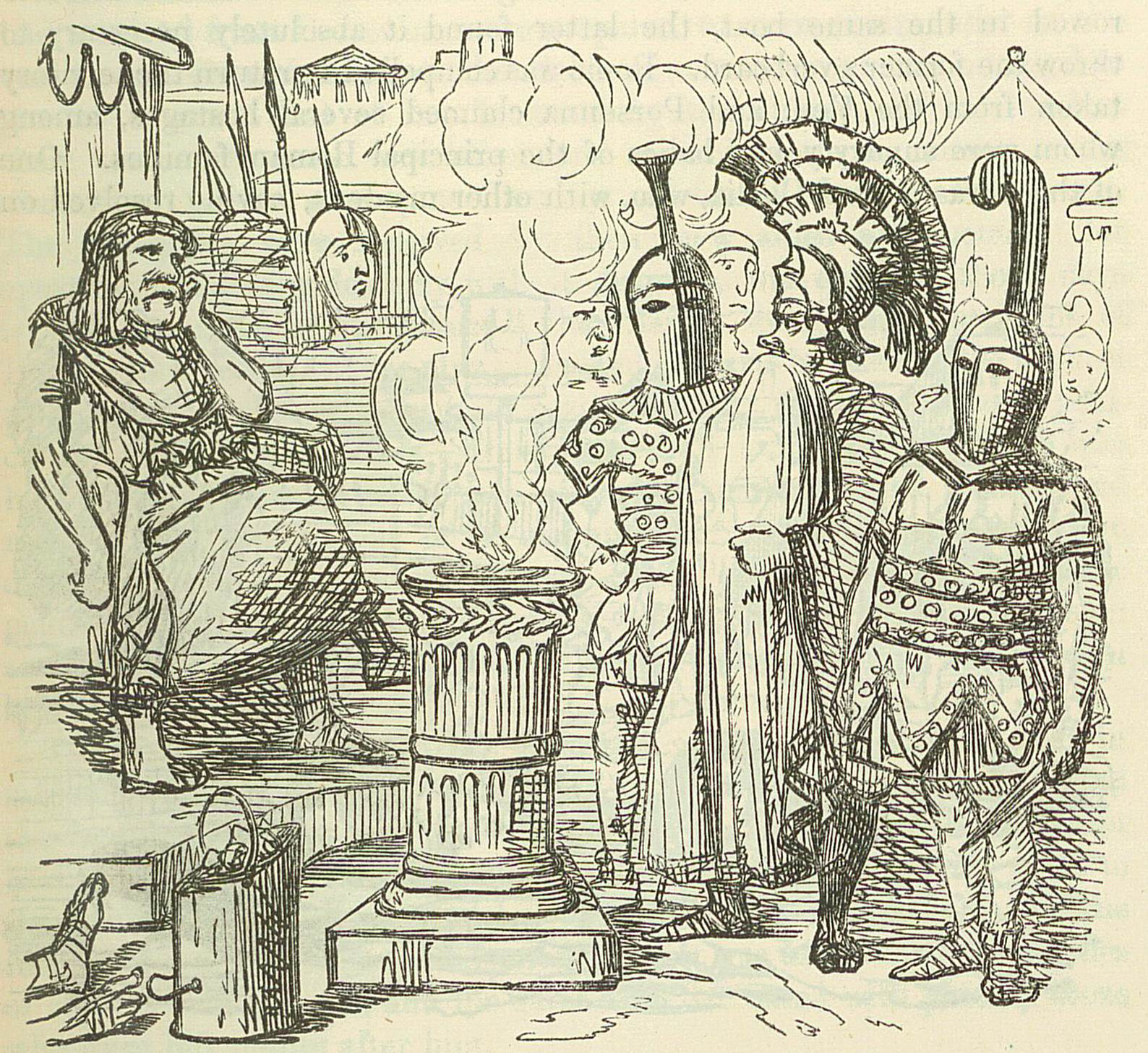
Mucius Scaevola inför Porsena.

Lars Porsena (även stavat Lars Porsenna) var en etruskisk kung känd för sitt krig mot staden Rom. Han härskade över staden Clusium, ibland kallad Clevsin. Det finns inga kända datum för hans styre, men romerska källor anger det vanligtvis till runt 500 f.Kr.

## Konflikten och slaget mot Rom
Lars Porsena hamnade i konflikt med Rom efter den revolution, som 509 f.Kr. avsatte Roms siste kung Lucius Tarquinius Superbus. Den avsatte kungen, vars familj var etruskisk, vädjade till Lars Porsena om hjälp att kuva den nya romerska republiken och denne gick med på att hjälpa till.
Vid denna tidpunkt finns dock divergerande uppgifter i källorna. Enligt de vanligaste romerska källorna, inklusive Livius, anlände Lars Porsena till Rom, men blev så imponerad av det mod Cajus Mucius och Horatius Cocles visade vid försvaret av staden, att han valde att sluta fred.
Andra källor anger dock att Lars Porsena faktiskt lyckades erövra staden och att det tog ett tag innan etruskerna drevs ut ur den. Inga av källorna säger, att Lucius Tarquinius Superbus återvände till tronen, men om Lars Porsena verkligen lyckades erövra Rom är det troligt, att han gjorde det med avsikten att styra över det själv, inte att återinsätta den förra dynastin.

## Eftermäle
Enligt de flesta skildringarna blev Lars Porsena begravd i en vackert utsmyckad grav i eller under staden han styrde över. Porsenas grav sägs ha haft en 15 meter hög rektangulär bas med 90 meter långa sidor. Den omgavs av pyramider och stora klockor.
Lars Porsenas grav blev, tillsammans med resten av Clusium, helt förstörd år 89 f.Kr. av den romerske generalen Cornelius Sulla.

## Kuriosa
Den nuvarande toskanska staden Chiusi har traditionellt ansetts som platsen för antikens Clusium, men nyligen påträffade fynd tyder på, att staden låg närmare Florens. Den arkeologiska utgrävningsplatsen Gonfienti kan komma att visa sig vara en del av antikens Clusium, som tros ha varit den största staden i Italien före Rom.

## Gamla och nya teorier
Larousse hävdade 1963, 1965 och 1973 att "Romerska myter ... uppträder ofta förklädda till historia" (enligt Georges Dumézils arbete). Detta stöder en ny teori (som ännu ej har blivit officiellt verifierad) om att Lars Porsena kan ha varit en inhemsk romersk variant av den grekiska krigsguden Ares, som har motsvarigheter i andra indoeuropeiska grenar. Det har dock hävdats att namnet Lars kommer från ett ord, som betyder "överherre". Den etruskiske guden Laran hade nyligen dessförinnan, identifierats som Ares, vilket ännu ej heller har verifierats, där y/j ibland glider över i l i italiska/romanska/latinska språk. Namnet Lars har också en likhet med Mars.